# Artur Moreno i Salvador
Artur Moreno i Salvador   (València, 10 de maig de 1909 - Barcelona, 25 de juny de 1993)  va ser un autor de còmics, il·lustrador i pioner dels dibuixos animats a la península, fins al punt d'haver rebut a vegades el qualificatiu del Walt Disney espanyol. Destaquen, entre la seva obra, Garbancito de la Mancha –considerat el primer llargmetratge d'animació produït a Catalunya i a Espanya, com també el primer en color de tot Europa– i la sèrie d'historietes Formidables trapisondas del Grumete Mick, el viejo Mock y el Perro Muck, així com la seva tasca al capdavant de la revista infantil KKO, on van treballar altres coneguts historietistes, amb un estil artístic similar al que tenien altres autors com Cabrero Arnal i Valentí Castanys. Va emigrar a Veneçuela, on va fer dibuixos animats per a Bolívar Films. L'autor va signar habitualment els seus dibuixos amb el nom d'Habiti, segons Jesús Cuadrado, o Moro, segons altres autors.

## Biografia

### Inicis professionals
A l'edat de vuit anys va marxar amb la seva família a viure a Barcelona, on va seguir cursos de dibuix a l'acadèmia Baixas. Després del seu pas per setmanaris com a Calderilla, el 1924 va començar a treballar com a dibuixant i guionista d'historietes a Pulgarcito i TBO  i la seva signatura es popularitzà. També va realitzar il·lustracions per a la casa de discos Odèon. L'any 1929 va realitzar la seva primera exposició a la casa Dalmau. Al final d'aquesta dècada va començar a interessar-se pels dibuixos animats després de veure als curtmetratges d'El gat Fèlix i el 1930 es va produir el seu debut en aquesta disciplina en realitzar un curtmetratge publicitari en blanc i negre d'amb prou feines d'un minut de durada per a l'empresa Chocolates Nelia.
Els anys anteriors a la Guerra Civil Espanyola van ser para ell els de més activitat, ja que publicà dibuixos en revistes catalanes com Xut, En Patufet, Papitu, Mickey i Pocholo. D'aquesta última seria un dels seus autors més importants juntament amb Cabrero Arnal i Jaime Tomás, però d'ell s'elogiava la seva gran personalitat. Va col·laborar després en altres conegudes revistes infantils d'època com a L'Esquitx i Chicos durant la seva primera etapa. La seva obra més celebrada seria els Formidables trapisondas del Grumete Mick, el viejo Mock y el Perro Muck, que es va començar a publicar al setembre de 1934 a la revista Pocholo a un preu de 2 pessetes i posteriorment es va recopilar en dos àlbums. També va practicar el dibuix realista a la col·lecció Aventures i Viatges, entremig del fulletó i la historieta, amb herois com Bill Navarro el Exterminador, Sansón, el Rey de los Mares o Diego Corrientes.
El 1932 Enrique Guerri Giacomellile li va oferir ser el director de la revista infantil KKO, primera de l'Escola valenciana, per la qual va realitzar la maqueta, la capçalera del títol i la mascota que identifica a la revista. Durant el seu treball a la revista va atreure nombrosos historietistes de prestigi, cosa que dona mostres de la seva professionalitat. El 1936 va realitzar la seva segona exposició a la casa Dalmau.

### Maduresa
Després del final de la Guerra Civil Espanyola, van arribar al país les Silly Symphonies, que van provocar que Moreno comencés a pensar en el dibuix animat com a forma d'art. Durant aquests anys va participar en les revistes Mis Chicas, Chicos, Flechas y Pelayos i Maravillas. Al començament de 1942 va fundar la productora Diarmo Films, unint-se a la seva companyia Rosa Galcerán i Armando Tosquellas, amb seu al carrer de Salmerón, 1, que feren al llarg d'aquest any diversos curts publicitaris per a Bayer i un curtmetratge titulat El capitán Tormentoso. Després d'aquest curtmetratge, Moreno va buscar distribuïdora per a ell mateix, fins que va trobar José María Blay, que li va respondre que no volia distribuir el curt, però que li agradaria que rodés un llargmetratge. Moreno va dubtar a realitzar-lo, ja que no hi havia en aquells moments prou mitjans per dur a terme un projecte d'aquestes dimensions i necessitaria la construcció d'uns estudis, taulers especials per als animadors i un volum de personal que ascendiria a 80 empleats. Després d'aconseguir tot això, Moreno va escollir com a tema de la pel·lícula el conte Garbancito de la Manxa de Julián Pemartín, que és la primera adaptació literària infantil de la qual es té notícia. La història d'aquest autor literari d'ideologia franquista anava a servir per mostrar el comportament correcte als nens del moment.
Moreno va realitzar la il·lustració de la primera edició, publicada el 1944, la qual tenia «dibuixos amb formes arrodonides i caricaturesques amb traços gruixuts i empastats, i un sentit dinàmic en les escenes», i es va caricaturitzar a si mateix al final de la cinta. Garbancito de la Manxa va costar 3.809.618 pessetes i va obtenir uns beneficis d'entre dos i tres milions de pessetes de l'època (de 165.828.000 a 248.742.000 pessetes de 1999). La crítica de l'època va valorar positivament la pel·lícula i es va fer servir de forma propagandística, cosa habitual a l'època. Posteriorment, va rebre dures crítiques. En la seva defensa, el mateix Moreno va afirmar que mostrava un fort espanyolisme, tot i que no tenia una fi propagandística. Malgrat el gran èxit a Espanya i a altres països com França o Anglaterra, Artur Moreno va haver d'abandonar altres projectes com I y Simbad, el marino.
Aquest èxit entre la crítica i el públic el va impulsar a realitzar una segona part, anomenada Alegres vacaciones, que en paraules del mateix Moreno era inferior al seu llargmetratge anterior, a causa que aquests personatges havien perdut part del seu interès en el context actual. El rodatge d'aquest segon llargmetratge va durar del 14 de maig de 1945 al 20 de juny de 1948; molt més de l'esperat, a causa de l'incendi als Estudis Balet i Blay, a conseqüència del qual va desaparèixer una important part dels dibuixos. Mai es va descobrir la causa d'aquest incendi, que es podia tractar d'un sabotatge d'algun dels treballadors o d'una negligència, motivada pel fet que els negatius es feien amb nitrat de cel·lulosa, que se sol utilitzar per a la realització d'explosius i van poder autodestruir-se perquè en el lloc on es guardaven no tenien ni la temperatura ni la humitat adequades. La veritat és que això va fer que el pressupost augmentés, perquè els animadors cobraven per setmana treballada. Moreno no va assistir a l'estrena ni va veure el muntatge final, a causa de la seva marxa cap a Veneçuela. Malgrat l'incendi produït, el pressupost va disminuir pel que fa a l'anterior pel·lícula fins als tres milions, igual que els ingressos, tot i que n'hi va haver prou per cobrir les despeses. Arturo Moreno va exercir el seu mestratge en joves animadors com Pepita Pardell i Àngel García a l'estudi de Balet y Blay.

### Estada a Veneçuela
La seva marxa a Veneçuela el 1948 es va deure a una substanciosa oferta per treballar a Caracas com a director d'una revista pedagògica. En adonar-se que desconeixia els temes sobre els quals parlaven els veneçolans, va decidir acceptar una oferta per col·laborar en la revista infantil Tricolor. El 1949 va proposar a Ángel Puigmiquel –a qui havia conegut en la primera edició del Saló d'Humoristes de Madrid realitzada després de la Guerra Civil Espanyola– la realització d'un llargmetratge de dibuixos animats. Abans de posar-lo en pràctica van intentar realitzar junts un curtmetratge de dibuixos animats per a Chicles Adams, però va descobrir que en aquell país no hi havia els mitjans per realitzar-lo, per la qual cosa van haver d'enviar el material filmat als Estats Units, per això va decidir d'abandonar la idea de rodar el llargmetratge. Després de veure com el projecte no es complia, va decidir continuar realitzant anuncis a Bolívar Films per a empreses de cigarrets com ara Camel o Morris i petrolieres com Shell fins que va tornar a marxar del país.

### Últims anys
A la seva tornada a Espanya el 1956, Artur Moreno va abandonar el camp de l'animació i va seguir treballant durant dotze anys per a la revista Tricolor des del país europeu enviant els seus treballs per correu i rebent pel mateix mitjà el xec amb el salari. Es va integrar així a Paseo infantil i TBO, on va col·laborar amb Carlos Bech i va crear per a ambdues les sèries León i Arpón, rodamóns i Fifilo. En 1965 se li va oferir realitzar els fons de la pel·lícula El mag dels somnis però a causa d'una crisi econòmica del sector no va poder col·laborar, encara que va figurar en els títols de crèdit. Sí que va realitzar l'storyboard i alguns esbossos de fons per al petit capità d'Estudios Andreu. Durant els últims anys de vida va intentar defensar el desenvolupament industrial del mitjà de l'animació, sense arribar a aconseguir-ho, igual que va treballar com a pintor i col·laborador en revistes infantils. Artur Moreno va morir el 25 de juny de 1993, l'endemà passat a les 10.05 hores es va fer una missa al carrer de Sancho d'Àvila, 2 per al seu etern descans. Després de la realització de la missa va ser enterrat en el cementiri de Sant Andreu.

## Estil
Per al teòric Jesús Cuadrado, autor del llibre De la historieta y su uso 1873-2000, va ser un «autor inquiet en la recerca de l'ús de la seva bafarada en el contorn de la vinyeta», definició abonada per altres autors. Uns altres han ressenyat igualment com l'interès d'Arturo Moreno pel dibuix animat «es reflecteix en el fort dinamisme de les seves figures, que semblen haver d'encaixar-se per força dins de les vinyetes». El teòric Salvador Vázquez de Parga assenyala que el seu estil en la historietes d'aventures resulta similar al Cabrero Arnal i al de Valentín Castanys, que es caracteritza per tractatar-la amb un dibuix humorístic) i un cert infantilisme. Sobre la seva filmografia, s'aprecien influències de l'obra de Disney, tant en els dibuixos, els animals i els nombres musicals. No obstant això, María Manzanera afirma que la seva major influència van ser els germans Fleischer com pot ser la similitud de Brutus (enemic de Popeye) amb Caramanca.

## Valoració
Jesús Cuadrado afirma en la mateixa obra que es tracta d'un autor de gran inventiva i amb gran atenció en el muntatge. Salvador Vázquez de Parga ho va qualificar com un dels puntals de la historieta espanyola, juntament amb Salvador Mestres, gràcies a les seves obres Formidables aventuras del Grumete Mick, el viejo Mock y el Perro Muck y Punto negro en el País del Juego; aquesta última era una rondalla sobre una taca de tinta antropomorfa, amb les quals va aconseguir la seva maduresa. José María Candel Crespo, autor del llibre Historia del dibuix animat espanyol, esmenta per la seva banda que la crítica de llavors ho va valorar com el Walt Disney espanyol, encara que uns altres com Francisco Macián o Escobar també van ser qualificats de la mateixa manera. Candel el valora com un pioner del cinema d'animació a Espanya, que no va aconseguir arribar al nivell de Disney o Dave Fleischer perquè no va madurar prou abans d'abordar el seu primer llargmetratge i es va esperar la seva obra mestra després del seu segon llargmetratge, cosa que mai arribaria.
El seu primer llargmetratge va aconseguir un premi en el Sindicat Nacional de l'Espectacle i quedà en tercera posició en la categoria de millor pel·lícula, i ser declarada d'Interès Nacional pel govern espanyol. En 1982 se li va rendir un homenatge per celebrar el quarantè aniversari del començament de la realització de Garbancito de la Mancha, pel·lícula que ha servit d'«estímul creatiu» per a animadors posteriors. Al maig de 1994 se'l va homenatjar en el Saló Internacional del Còmic de Barcelona pel seu treball al mercat de la historieta espanyola.

## Obra

### Historieta
La seva obra historietística es va exposar dues vegades a la casa Dalmau, en la primera es van exposar uns dibuixos animats entre els dies 16 a 29 de març de 1929 en format 17 x 12 cm, on també s'incloïa una caricatura de l'artista signada per Castanys; la segona exposició es va produir entre els dies 7 i 21 de març de 1936, on es van mostrar 35 dibuixos humorístics a color, aquests tenien un format de 14,8 x 11,2 cm a més de ser relacionats els seus dibuixos amb els altres exposats en aquestes dates. Segons l'investigador Jesús Quadrado, Arturo Moreno ha dibuixat les següents sèries:

### Cinema
| Títol                                              | Any  | Durada    | Pressupost         | Taquilla | Benefici                             |
| -------------------------------------------------- | ---- | --------- | ------------------ | -------- | ------------------------------------ |
| La risa va por barrios (y/o El capitán Tormentoso) | 1942 | 14 minuts | s.d.               | s.d.     | s.d.                                 |
| Garbancito de la Mancha                            | 1945 | 85 minuts | 3 809 618 pessetes | s.d.     | entre 2 000 000 y 3 000 000 pessetes |
| Alegres vacaciones                                 | 1948 | 73 minuts | 3 000 000 pessetes | s.d.     | s.d.[Nota 1]                         |